# Cymindis californica
Cymindis californica är en skalbaggsart som beskrevs av Horn. Cymindis californica ingår i släktet Cymindis och familjen jordlöpare. Inga underarter finns listade i Catalogue of Life.